# Сан Фернандо (Аргентина)
Сан Фернандо (шп. San Fernando) је град у Аргентини у покрајини Буенос Ајрес. Према процени из 2005. у граду је живело 149.562 становника.

## Становништво
Према процени, у граду је 2005. живело 149.562 становника.
| 1980.   | 1991.   | 2001.   |
| ------- | ------- | ------- |
| 133.624 | 141.063 | 148.064 |